# USS Columbia (C-12)
Pour les autres navires du même nom, voir USS Columbia.
L'USS Columbia (C-12) est un croiseur protégé, navire de tête de sa classe, construit pour l'United States Navy à la fin du XIXe siècle. Il participe à la bataille de Santiago de Cuba en 1898 et intervient durant la crise de Saint-Domingue en 1904, avant d'être mis en réserve en 1907. Il reprend du service en 1915 pour la Première Guerre mondiale, escortant des convois dans le cadre de la Cruiser and Transport Force ; il est définitivement retiré du service en 1921.